# Kevin Wade
Kevin Wade (New York, 9 marzo 1954) è uno sceneggiatore e produttore televisivo statunitense.

## Filmografia
- Kay Exchange, regia di Barnet Kellman (1985)
- Una donna in carriera (Working Girl), regia di Mike Nichols (1988)
- I corridoi del potere (True Colors), regia di Herbert Ross (1991)
- Campione per forza (Mr. Baseball), regia di Fred Schepisi (1992)
- Junior, regia di Ivan Reitman (1994)
- Vi presento Joe Black (Meet Joe Black), regia di Martin Brest (1998)
- Un amore a 5 stelle (Maid in Manhattan), regia di Wayne Wang (2002)
- Blue Bloods - serie TV, episodi vari (2019-2020)